# سان سوستنه
سان سوستنه (به ایتالیایی: San Sostene) یک کومونه در ایتالیا است که در استان کاتانزارو واقع شده‌است. سان سوستنه ۳۱ کیلومتر مربع مساحت و ۱٬۳۲۹ نفر جمعیت دارد و ۴۷۰ متر بالاتر از سطح دریا واقع شده‌است.